# Správní soudní dvůr

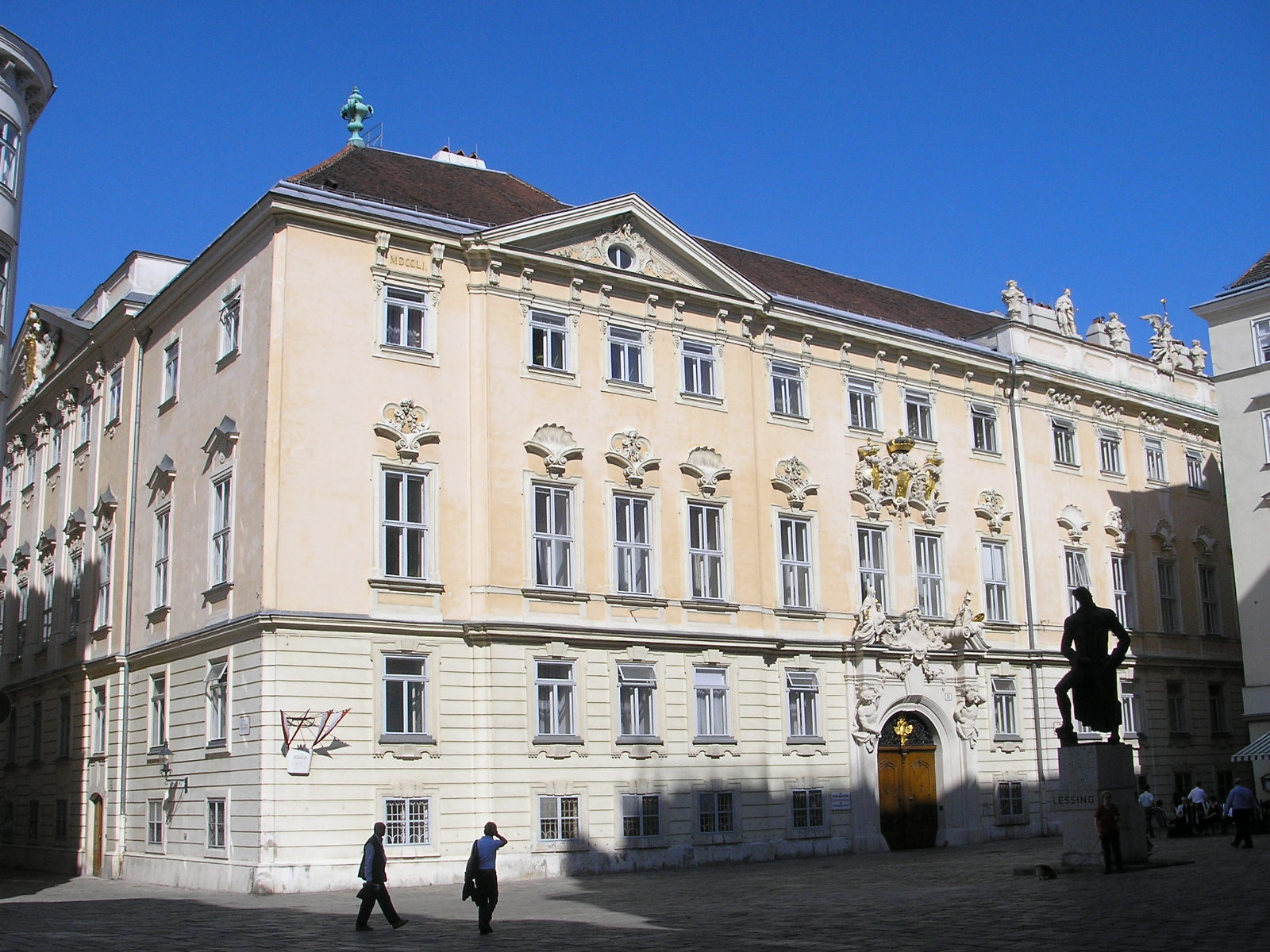
Sídlo Správního soudního dvora, budova bývalé České dvorské kanceláře ve Vídni

Správní soudní dvůr (něm. Verwaltungsgerichtshof) byl nejvyšším správním soudem v Rakousko-Uhersku, jeho územní působnost ale byla omezena pouze na Předlitavsko. Roku 1918 na něj navázal Nejvyšší správní soud Československa a v Rakousku působí jako nejvyšší správní soud stále.

## Historie
Se zvláštním správním soudem počítala již prosincová ústava z roku 1867 (konkrétně čl. 15 základního zákona č. 144/1867 ř. z.), ale skutečně zaveden byl až zákonem č. 36/1876 ř. z. Rozhodoval o stížnostech občanů, pokud byla protizákonným rozhodnutím nebo opatřením správního úřadu (orgány státní správy i orgány zemské, okresní či obecní samosprávy) dotčena jejich práva. Předpokladem k podání úspěšné stížnosti bylo ale vyčerpání všech přípustných opravných prostředků ve správním řízení a také to, že skutečně došlo k porušení práv stěžovatele, pouhé jejich ohrožení k podání stížnosti neopravňovalo. Dále rozhodoval např. spolkové a volební záležitosti nebo o určení vyučovacího jazyka v obecných školách. Jeho pravomoc se ovšem nevztahovala na věci, které náležely obecným soudům, Říšskému soudu, věci, které byly společné pro obě poloviny říše, věci, ve kterých správní orgány mohly rozhodovat volně na základě správního uvážení, stížnosti na nejmenování do nějakého úřadu, stížnosti proti rozhodnutím Nejvyššího soudu a disciplinární věci.
Sídlil ve Vídni a skládal se z prvního a druhého prezidenta, předsedů senátů a dalších soudních radů, které doživotně jmenoval císař na návrh ministerské rady (vlády), přičemž alespoň polovina z nich musela splňovat předpoklady pro jmenování soudcem obecného soudu. Správní soudní dvůr rozhodoval zásadně v pětičlenných senátech, někdy v tříčlenných (o přípravných opatřeních) nebo sedmičlenných (o platnosti nařízení). Jednání bylo ústní a veřejné a bylo v něm povinné zastoupení advokátem. Dvůr byl soudem plně kasačním, protože pokud správní rozhodnutí shledal protizákonným, tak jej zrušil a věc vrátil zpět správnímu úřadu k novému projednání. Jakožto jediný specializovaný správní soud byl výrazem rakouského centralizovaného a jednoinstančního správního soudnictví.
Prozatímní Národní shromáždění Německého Rakouska vydalo 6. února 1919 zákon o zřízení německorakouského Správního soudního dvora, podle zákona měl jeho soudce ustanovit výkonný výbor Státní rady. Prezidentem tohoto republikánského soudu byl jmenován poslední prezident Říšského soudu Karl Grabmayr. V roce 1934 byl Správní soudní dvůr stavovského Rakouského státu sloučen spolu s Ústavním soudem do Spolkového soudu (Bundesgerichtshof). Vzhledem k tomu, že ustavní soudnictví, na rozdíl od správního soudnictví, bylo v nacistickém období eliminováno, byl roku 1940 přejmenován zpět na Správní soudní dvůr a v roce 1941 sloučen s pruským Vrchním správním soudem do Říšského správního soudu (Reichsverwaltungsgericht). Správní soudní dvůr obnovil svou činnost po skončení nacistické nadvlády v prosinci 1945.

## Agenda a organizace
Novelou správního soudnictví z roku 2012, účinnou od 1. ledna 2014, byly výrazně změněny kompetence Správního soudního dvora. Zatímco předtím rozhodoval jako jediný správní soud o opravných prostředcích proti rozhodnutím správních orgánů v poslední instanci, nově o takových stížnostech rozhodují správní soudy první instance (zemské správní soudy, spolkový správní soud, spolkový finanční soud) a Správní soudní dvůr se tak může soustředit jen na svou pravomoc odvolacího soudu.
Rozhoduje tedy především o revizích rozsudků a dalších rozhodnutí správních soudů první instance pro jejich nezákonnost, dále o žádostech na určení lhůty pro rozhodnutí těchto správních soudů a o kompetenčních sporech mezi všemi správními soudy. Revizi může podat každý, kdo je daným rozhodnutím dotčen ve svých právech, také správní úřad, který byl žalován, nebo příslušný spolkový ministr, jestliže jde o prosazení spolkového zákona v určité zemi, případně další osoby, o kterých to stanoví zvláštní zákon. Revize je přípustná, pokud závisí na vyřešení otázky zásadního právního významu, a to zejména je-li v dané otázce předchozí judikatura Správního soudního dvora rozdílná, zatím taková judikatura chybí, nebo je v předchozí judikatuře vyřešenou právní otázku nutné posoudit jinak. Je-li revize přípustná, projedná ji soud jako řádnou, v opačném případě se jí ještě může zabývat jako mimořádnou revizí. Pro odvolání se ke Správnímu soudnímu dvoru je ale vždy zapotřebí mít advokáta. Správní soudní dvůr rozhoduje pravidelně v pětičlenných senátech. V tříčlenných, jde-li o správní přestupky nebo jen procesní rozhodnutí, a v rozšířených devítičlenných, není-li dosavadní judikatura dvora v dané otázce jednotná či má-li se od ní soud odchýlit.
Organizace Správního soudního dvora je založena na ústavě a zákonu o správním soudním dvoru z roku 1985. Skládá se z prezidenta, viceprezidenta a dalších soudců. Všichni jsou jmenováni spolkovým prezidentem na návrh spolkové vlády, přičemž nejde-li o prezidenta nebo viceprezidenta, vláda vybírá z trojice kandidátů pléna Správního soudního dvora. Podmínkou pro jmenování je právnické vzdělání a alespoň desetiletá praxe v právnickém povolání. Soudci obvykle pochází z obecných soudů (civilních i trestních) nebo ze spolkové či zemské veřejné správy. Podobně jako soudci obecných soudů jsou nezávislí, nepřesaditelní a neodvolatelní. Po dosažení 65 let věku odchází do důchodu. Správní soudní dvůr sídlí na vídeňském náměstí Judenplatz, v budově bývalé České dvorské kanceláře.